# Альбрехт, Марлене
Марле́не А́льбрехт (нем. Marlene Albrecht; род. 13 марта 1988, Цюрих) — швейцарская кёрлингистка.
Играет на позиции первого в команде скипа Сильваны Тиринцони.

## Достижения
- Чемпионат Швейцарии по кёрлингу среди женщин: золото (2013, 2021), серебро (2014, 2015, 2016), бронза (2012, 2017)[1].

## Команды
| Сезон                                          | Четвёртый           | Третий                              | Второй                 | Первый                   | Запасной                                   | Турниры                              |
| ---------------------------------------------- | ------------------- | ----------------------------------- | ---------------------- | ------------------------ | ------------------------------------------ | ------------------------------------ |
| 2005                                           | Мишель Ягги         | Nadine Freiburghaus                 | Николь Швегли          | Марлене Альбрехт         | Larissa Baselgia                           |                                      |
| 2006—07                                        | Марлене Альбрехт    | Gioia Oeschle                       | Bigna Oeschle          | Алина Пец                | Бьянка Ротлизбергер                        |                                      |
| 2007                                           | Sandra Zurbuchen    | Мартина Бауман                      | Франциска Кауфман      | Fabienne Kaufmann        | Марлене Альбрехт                           | ЧМЮ 2007 (5 место)                   |
| 2010—11                                        | Биния Фельчер-Беели | Марлене Альбрехт                    | Кристине Урех          | Сандра Рамштайн-Аттингер |                                            | ЧШЖ 2011 (4 место)                   |
| 2011—12                                        | Биния Фельчер-Беели | Марлене Альбрехт                    | Франциска Кауфман      | Кристине Урех            | Мануэла Зигрист (ЧЕ) Николь Штраузак (ЧШЖ) | ЧЕ 2011 (7 место) · ЧШЖ 2012         |
| 2012—13                                        | Сильвана Тиринцони  | Марлене Альбрехт                    | Эстер Нойеншвандер     | Сандра Гантенбайн        | Мануэла Зигрист (ЧМ)                       | ЧШЖ 2013 · ЧМ 2013 (5 место)         |
| 2013—14                                        | Сильвана Тиринцони  | Марлене Альбрехт                    | Эстер Нойеншвандер     | Мануэла Зигрист          | Женни Перре                                | ЧШЖ 2014                             |
| 2014—15                                        | Сильвана Тиринцони  | Мануэла Зигрист                     | Эстер Нойеншвандер     | Марлене Альбрехт         |                                            | ЧШЖ 2015                             |
| 2015—16                                        | Сильвана Тиринцони  | Мануэла Зигрист                     | Эстер Нойеншвандер     | Марлене Альбрехт         | Bigna Oechsle                              | ЧШЖ 2016                             |
| 2016—17                                        | Сильвана Тиринцони  | Мануэла Зигрист Кэти Овертон-Клэпем | Эстер Нойеншвандер     | Марлене Альбрехт         |                                            |                                      |
| 2017                                           | Сильвана Тиринцони  | Женни Перре                         | Эстер Нойеншвандер     | Марлене Альбрехт         | Мануэла Зигрист Bigna Oechsle              | ЧШЖ 2017                             |
| 2017—18                                        | Сильвана Тиринцони  | Мануэла Зигрист                     | Эстер Нойеншвандер     | Марлене Альбрехт         | Женни Перре тренер: Gerry Adam             | ЧЕ 2017 (4 место) ЗОИ 2018 (7 место) |
| 2020—21                                        | Алина Пец           | Сильвана Тиринцони                  | Эстер Нойеншвандер     | Мелани Барбеза           | Марлене Альбрехт тренер: Пьер Шаретт       | ЧШЖ 2021                             |
| Кёрлинг среди смешанных команд (mixed curling) |                     |                                     |                        |                          |                                            |                                      |
| 2017                                           | Manuel Ruch         | Gioia Oechsle                       | Jean-Nicolas Longchamp | Bigna Oechsle            | Марлене Альбрехт, Vera Schmid-Gugolz       | ЧШСК 2017 (6 место)                  |

(скипы выделены полужирным шрифтом)

## Частная жизнь
Начала заниматься кёрлингом в 1995, в возрасте 7 лет.